# Rostislav Čada
Rostislav Čada (* 31. května 1954, Brno) je bývalý český hokejový útočník. Po skončení aktivní kariéry působí jako trenér. Jeho otcem byl motocyklový závodník Miroslav Čada a starším bratrem je bývalý volejbalista a trenér Miroslav Čada.

## Hokejová kariéra
V československé lize hrál za TJ ZKL/Zetor Brno a v době vojenské služby za Duklu Jihlava. Odehrál 7 ligových sezón, nastoupil ve 127 ligových utkáních, dal 19 ligových gólů a měl 11 asistencí. V nižších soutěžích hrál i za TJ ŽĎAS Žďár nad Sázavou a VTJ Vyškov. Reprezentoval Československo na Mistrovství světa juniorů v ledním hokeji 1974, kde tým Československa skončil na 5. místě.

## Klubové statistiky
| Sezona    | Klub                     | Soutěž  | Základní část | Základní část | Základní část | Základní část | Základní část |
| Sezona    | Klub                     | Soutěž  | Z             | G             | A             | B             | TM            |
| --------- | ------------------------ | ------- | ------------- | ------------- | ------------- | ------------- | ------------- |
| 1973/1974 | TJ ZKL Brno              | 1. liga | 16            | 2             | 4             | 6             | -             |
| 1974/1975 | Dukla Jihlava            | 1. liga | 14            | 2             | 2             | 4             | -             |
| 1975/1976 | Dukla Jihlava            | 1. liga | 13            | 5             | 1             | 6             | 4             |
| 1976/1977 | TJ Zetor Brno            | 1. liga | 37            | 5             | 2             | 7             | -             |
| 1977/1978 | TJ Zetor Brno            | 1. liga | 8             | 0             | 0             | 0             | -             |
| 1978/1979 | TJ Zetor Brno            | 1. liga | 27            | 4             | 1             | 5             | 4             |
| 1979/1980 | TJ Zetor Brno            | 1. liga | 12            | 1             | 1             | 2             | 4             |
| 1980/1981 | VTJ Vyškov               | 2. liga | 32            | 10            | -             | -             | -             |
| 1981/1982 | TJ ŽĎAS Žďár nad Sázavou | 2. liga | -             | 12            | -             | -             | -             |
| 1982/1983 | TJ ŽĎAS Žďár nad Sázavou | 2. liga | -             | -             | -             | -             | -             |

## Trenérská kariéra
Jako hlavní trenér vedl v nejvyšší soutěži HC Kometa Brno, HC Plzeň a Liberec, ve slovenské nejvyšší soutěži vedl HC Košice, v KHL HC Slovan Bratislava a Avangard Omsk a ve Švýcarsku HC Ambrì-Piotta.